# IC 3326
IC 3326 — галактика типу P (особлива галактика) у сузір'ї Волосся Вероніки.
Цей об'єкт міститься в оригінальній редакції індексного каталогу.